# São Miguel (Kap Verde)
São Miguel ist ein Concelho (Landkreis) auf den Kapverdischen Inseln. Es liegt im Nordosten der Insel Santiago etwa 40 Kilometer nordwestlich der Inselhauptstadt Praia und gehört zum Verwaltungsgebiet der Inselgruppe Ilhas de Sotavento. 2010 hatte São Miguel etwa 16.000 Einwohner. Der Hauptort der Gemeinde ist der Ort Calheta de São Miguel mit rund 5000 Einwohnern.